# Johann Friedrich Schmid (Politiker)
Johann Friedrich Schmid (* 28. Februar 1795 in Ludwigsburg; † 4. November 1841 in Frankfurt am Main) war ein Richter und Politiker der Freien Stadt Frankfurt.
Johann Friedrich Schmid war Jurist in Frankfurt am Main. Von 1837 bis 1839 und 1841 war er Appellationsgerichtsrat im Appellationsgericht Frankfurt am Main.
Von 1831 bis 1841 war er als Senator Mitglied im Senat der Freien Stadt Frankfurt. 1840 war er Jüngerer Bürgermeister. Er gehörte von 1832 bis 1839 dem Gesetzgebenden Körper an. 